# Lucius Valerius Potitus (maître de cavalerie en -331)
Pour les articles homonymes, voir Valerius Potitus.
Lucius Valerius Potitus est un homme politique de la République romaine. 
Fils de Caius Valerius Potitus, tribun militaire à pouvoir consulaire en 370 av. J.-C., et frère de Caius Valerius Potitus Flacus, consul en 331 av. J.-C., il fait partie des Valerii Potitii, une branche de la gens patricienne des Valerii.
Il est maître de cavalerie en 331 av. J.-C.